# Алмазбек Атамбаев
Алмазбек Шаршенович Атамбаев (на киргизки: Алмазбек Шаршенович Атамбаев) е киргизки политик, президент на Киргизстан от 1 декември 2011 до 24 ноември 2017 г.

## Биография
Роден е на 17 септември 1956 г. в село Арашан, Чуйска област.
След Революцията на лалетата е назначен за министър на промишлеността, търговията и туризма (2005 – 2006), а в периода 30 март – 28 ноември 2007 заема поста министър-председател.
След Революцията от 2010 г. е вицепремиер, а през декември същата година отново става министър-председател.
През юни 2020 г. е осъден на 11 години затвор за освобождаването на престъпен бос от затвора.